# Vodjane (Znamjanka)
Vodjane (Oekraïens: Водяне) dit is een dorp in Oekraïne in de stad Znamjanka (oblast Kirovohrad). De plaats telde in 2022 189 inwoners.

## Geografie

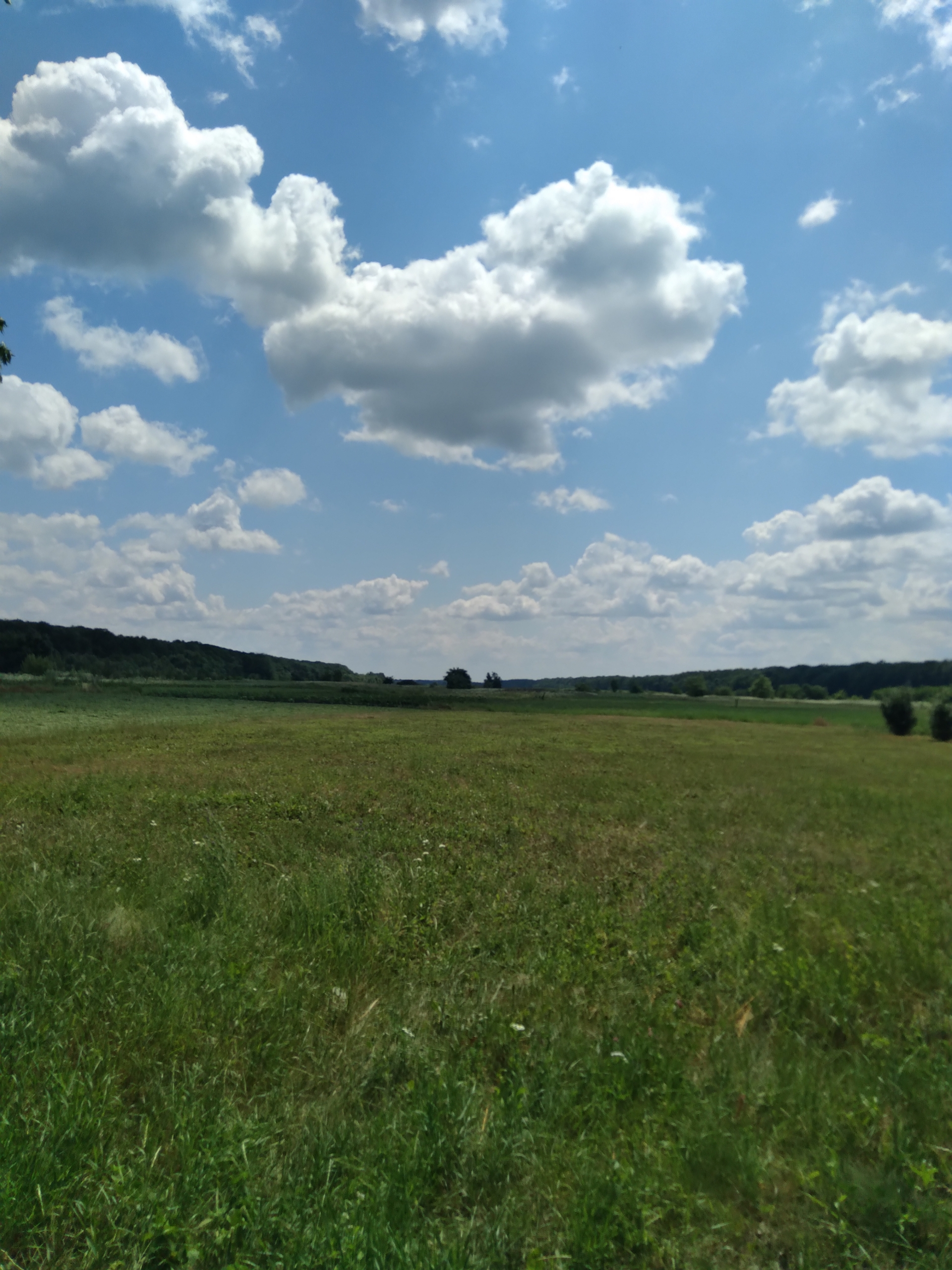
landelijk landschap

Dit dorp ligt aan de rand van het Zwarte Woud, 3 km ten noordwesten van het dorp Znamjanka Druha en 6 km ten noorden van de stad Znamjanka.

## Geschiedenis
Tijdens de Holodomor van 1932-1933 stierven minstens 17 inwoners van Vodjane door kunstmatige hongersnood, georganiseerd door de Sovjetautoriteiten .
In 1943 opereerden Sovjet-partizaneneenheden hier, gesteund door enkele lokale bewoners, waaronder Loekija Stachenko (1879-1973), op deze plaatsen bekend - een landman uit het dorp. Novooleksandrivka die honderden soldaten aan brood en onderdak hielp. Ze bewees dat je zelfs als burger een rol kunt spelen bij het verslaan van de vijand en een heldin kunt worden .
Eerder redde ze mensen tijdens de Holodomor en de burgeroorlog. Lukia liet een enorm gezin achter. Haar kinderen werkten in Znamjanka, waar ongeveer 200 van haar nakomelingen wonen, inclusief verre familieleden. Haar zoon, Opanas, nam deel aan de Tweede Wereldoorlog, en haar achterkleinzoon, Volodymyr, was een curator van de gevolgen van het ongeval in de kerncentrale van Tsjernobyl.